# تشنار زاهدان (سرتشهان)
تشنار زاهدان (بالفارسية: چنار زاهدان) هي قرية تقع في إيران في قسم سرتشهان الريفي. يقدر عدد سكانها بـ 101 نسمة .